# Miltochrista inscripta
Miltochrista inscripta là một loài bướm đêm thuộc phân họ Arctiinae, họ Erebidae.